# روجر ر. مور
روجر ر. مور (بالإنجليزية: Roger R. Moore)‏ هو فلاح وسياسي أمريكي، ولد في 4 أغسطس 1922 في ري هايتس في الولايات المتحدة. حزبياً، نشط في الحزب الديمقراطي. وقد انتخب عضو داكوتا الجنوبية البيت النواب.